# Morgan Stanley
Morgan Stanley je americká mezinárodní investiční banka a společnost, nabízející finanční služby, se sídlem 1585 Broadway ve vlastní budově (Morgan Stanley Building), ve střední části Manhattanu (Midtown Manhattan) v New York City. Má pobočky ve 42 zemích a více než 60 000 zaměstnanců. Mezi klienty banky patří společnosti, vlády, instituce i jednotlivci. Na seznamu Fortune 500 největších společností ve Spojených státech podle obratu se Morgan Stanley umístila v roce 2018 na 67. místě.
Původní Morgan Stanley byla založena společníky firmy J.P. Morgan & Co., Henry Sturgisem Morganem (vnukem J.P. Morgana), Haroldem Stanleym, a dalšími 16. září 1935 v reakci na Glass-Steagalův zákon, který požadoval oddělení komerčního a investičního bankovnictví. V prvním roce své existence společnost získala 24% podíl na trhu (1,1 miliardy US dolarů) ve zprostředkování úpisu akcií na burze i u privátních investorů.
Současná Morgan Stanley je výsledkem fúze původní Morgan Stanley se společností Dean Witter Discover & Co. v roce 1997. Philip J. Purcell, předseda správní rady a CEO společnosti Dean Witter, se stal předsedou správní rady a CEO nově zformované „Morgan Stanley Dean Witter Discover & Co.“ Nová společnost změnila své jméno zpět na „Morgan Stanley“ v roce 2001. Hlavními obory činnosti firmy je obchodování institucionálních akcií, správa aktiv majetných osob (wealth management) a správa investičních portfolií.